# In Stars and Time
『In Stars and Time』（イン・スターズ・アンド・タイム）はinsertdisc5が開発し、Armor Games Studiosより2023年11月20日に発売されたゲームソフト。対応プラットフォームはNintendo Switch・PlayStation 5・PlayStation 4・PC。
内容はループものを題材としたRPGで、プレイヤーは主人公のシフランを操作し、ループを繰り返してラストダンジョンを攻略しながら、ループから抜け出す方法を探る。戦闘はじゃんけんをもとにしたターン性コマンドバトルで、ラストダンジョンを探索しながら進む。本作はゲームスタジオのinsertdisc5として活動するAdrienne Bazirによって開発された。プレイヤーとシフランが同調する様子、キャラクターや会話の豊富さ、ストーリー、戦闘システム、音楽、クィアであること、日本語訳が評価された。

## システム
『In Stars and Time』はタイムループを題材にしたRPGである。プレイヤーは主人公のシフランを操作し、ラストダンジョンの攻略を繰り返しながら、ループを断ち切ることを目指す。チップチューンなサウンドやモノクロ画面が特徴的であり、登場人物たちはカートゥーン風のキャラクターデザインとなっている。ループを繰り返すごとに新たな情報を得ることができ、行く手を阻む試練に対する解決策となったり、より良い選択肢を選んだりすることができる。ループを重ねることで、装備品として仲間の記憶を入手し、味方を強化することができる。また、ゲーム内の信仰対象であるウツロイの神に祈って、仲間の能力を上げることができる。
ラストダンジョンであるウツロイの館には哀し身と呼ばれる敵がおり、シンボルエンカウントで戦闘になる。戦闘はターン制コマンドバトルで、じゃんけんを基にしている。属性による相性として、各キャラクターにはグー、チョキ、パーのタイプが割り振られ、タイプに応じて弱点と攻撃の属性を有している。グー属性の敵にパー属性で攻撃すれば、大ダメージを与えることができる。敵の弱点属性は、オディールの能力である分析を使ったり、実際に攻撃したときのダメージを見たりして判断することができる。味方が同じ属性の攻撃を5回続けると、強力なジャックポットスキルを発動することができる。各キャラクターはクラフトという戦闘スキルを使うことができる。クラフトには属性ダメージを与えるものが存在している。また、指定したキャラクターに自分のターンを譲るスキルや、すばやさを上げるなどのスキルがある。クラフトにはクールタイムが設定されている。戦闘画面の敵や味方の下には、ゲージが存在している。ゲージは時間ごとに増えていき、貯まると該当キャラのターンとなる。ジャックポットスキルを発動させるために、ターンを他の味方に譲るなど戦略的な戦闘をすることができる。
ウツロイの館の中には、鍵のかかった扉や分かれ道があり、探索しながらアイテムを見つけたり、イベントをこなしたりしながら進むことになる。本作にはパーティーメンバーたちの会話やコメントなどの描写が豊富に用意されている。シフランだけがループに気づいており、ループを重ねるごとにシフランの神経が消耗していく様子が描かれる。

## ストーリー
『In Stars And Time』の主人公であるシフランと仲間たちは、世界を救うために王へ挑もうとする。しかし、時計の針が巻き戻り、すべてをやり直すことになる。シフランだけがループに気づいている。繰り返される日々を過ごしながら、シフランはタイムループから抜け出そうとする。

## 登場人物
シフラン（Siffrin）
本作の主人公。ダジャレ好き。ノンバイナリー。
ミラベル（Mirabelle）
信仰するウツロイの神から祝福を受けた侍祭。女性。
イザボー（Isabeau）
防衛隊の兵士。心優しく思いやりの精神を持つ。男性。
オディール（Odile）
落ち着きのあるシニカルな研究者。女性。
ボニー（Bonnie）
子ども。ノンバイナリー。

## 開発
『In Stars And Time』は、カナダに拠点を置く個人開発者のAdrienne Bazirによって開発され、Armor Games Studiosによって販売された。Bazirはゲームスタジオのinsertdisc5として活動している。本作はRPGツクールを使用して制作された。Bazirは『テイルズ オブ シンフォニア』などのRPGから大きな影響を受けた。タイムループについては『The Stanley Parable』やファンフィクションから影響を受けた。Bazirはカートゥーン作家であり、キャラクターの感情を表現するため、キャラクターの表情をたくさん描いた。Bazirはタイムループをゲームシステムとして使うだけではなく、タイムループがシフランや物語に与える影響について考えた。タイムループの繰り返しで、プレイヤーが苛立ちやもどかしさを感じるように意図して制作を行った。じゃんけんで戦闘するシステムをゲームの世界で違和感なくなじむようにすることが主な課題になった。Bazirはノンバイナリーであり、ノンバイナリーやアセクシャルなどクィアなキャラクターを登場させた。Bazirはプレイヤーに想像の余地を残すため、ゲーム内に答えのない疑問を残したままにした。
2021年にプロトタイプ版の『START AGAIN: a prologue』をリリースした後、本作の開発を進め、2022年3月に本作を発表した。2022年9月14日に本作の予告編を公開し、Nintendo Switch版を2023年にリリースすると発表した。また、SteamでPC向けの体験版を公開した。2022年9月に開催された東京ゲームショウ2022に本作が出展された。Armor Games Studiosは2023年10月に本作の発売日を発表した。本作は架け橋ゲームズのサポートのもと日本語を収録した。英語版は2023年11月20日に、日本語版は2023年11月21日に、Nintendo Switch、PlayStation 5、PlayStation 4、PC（Steam）向けに本作を発売した。

## 評価
『Game*Spark』の吉田輝和は、ループを繰り返すうちにプレイヤーとシフランが同調するように神経をすり減らしていく様子を評価した。また、日本語訳や音楽を称賛した。『電撃オンライン』はキャラクターや会話の豊富さ、日本語訳の丁寧さを評価した。また、バトルシステムがわかりやすく、ストーリーが魅力的であると述べた。『電ファミニコゲーマー』のりつこは、様々なスキルを取り入れた戦闘システムがシンプルで独自の楽しさがあると述べた。また、キャラクターたちの会話が豊富であることやノンバイナリーのキャラクターが普遍的に描写されていることを評価した。『IGN』のRebekah Valentineはキャラクターデザインや挿絵、文章の詳細な描写、キャラクターが魅力的であること、プロットを称賛した。テレビゲームの中で自分と同じようにキャラクターたちがデミセクシャルについて話し合っていることに驚いた。『RPGFan』のIzzy Parsonsはキャラクターと会話が魅力的であると述べた。ジェンダー、セクシャリティ、社会規範の会話やノンバイナリーのキャラクター、ゲーム内の信仰やクラフトなど、本作がクィアであることを評価した。繰り返しが多いことを批判したが、ループものに対する熱意を称賛し、インディーゲームのファンに対して本作を推奨した。本作は2024 IGF AwardsのNuovo AwardとSeumas McNally Grand Prizeで佳作にノミネートされた。